# Areguni
Areguni (en arménien Արեգունի ; anciennement Gyuney et Satanakhach) est une communauté rurale du marz de Gegharkunik, en Arménie. Elle compte 387 habitants en 2008.